# Danilo Skoropadski
Danilo Pavlovič Skoropadski, ukrajinski politik, *13. februar 1904, Sankt Peterburg, Ruski imperij, † 23. februar 1957, London, Velika Britanija.
Od leta 1919 je v izgnanstvu bival v Švici in Nemčiji, od leta 1939 pa v Veliki Britaniji. Od leta 1932 je pomagal očetu pri vodenju hetmanskega gibanja. Po drugi svetovni vojni je od leta 1949 kot častni predsednik Zveze Ukrajincev v Veliki Britaniji aktivno sodeloval pri organizaciji ukrajinskega življenja v Veliki Britaniji. Leta 1948 je prevzel vrhovno upravo hetmanskega gibanja. Bil je zadnji legitimni moški predstavnik rodbine Skoropadskih.

## Zgodnje življenje
Ime je prejel v čast hetmanu Danilu Apostolu. Danilo je bil četrti otrok v družini Pavla in Aleksandre Skoropadskih, ki sta takrat že imela hčerki Marijo, Elizabeto ter sina Petra. Danilovi starši so po izvoru, bogastvu in položaju pripadali najvišjim aristokratskim krogom Sankt Peterburga.

### Rodovnik
Danilov oče Pavlo Skoropadski je bil konjeniški stražar, adjutant krila carja, udeleženec rusko-japonske vojne ter eden največjih posestnikov svojega časa. Od svojega dedka in očeta sta on in njegov brat Mihajlo podedovala velika posestva v Poltavski in Černigovski provinci ( Trostjanec, Pološki, Jarošivka, Voskovci, Dunajec, Kubarov). Kubarov je imel eno najboljših kobilarn v Ruskem imperiju ter veliko žganjarno; v Pološkiju so kopali visokokakovostno glino, ki so jo uporabljali v lastni tovarni za proizvodnjo opeke; gradbeni material je bil prodan na Kubarovsko-Dunajetskih in Trostjanetskih kmetijah. Ta posestva so Skoropadskim letno dajala ogromne dobičke.
Mati Oleksandra Petrivna Skoropadska (roj. Durnova) je bila edinka generalnega adjutanta Petra Pavloviča Durnova, ki je prav tako zavzemal vidno mesto v najvišji hierarhiji takratne ruske družbe in pripadal njenemu najbogatejšemu sloju. Bil je ustanovitelj Sibirske trgovinske banke, član Altajske družbe za zlato industrijo ter imel velika posestva v Vjatki in drugih provincah. Mati Aleksandre Durnove Marija Vasilivna (iz družine Kochubey) je imela več posesti v regiji Poltava; Hutove, Kočubejvko, Iskrivko ter Skorohodove.
Po očetovi strani je bil Danilo Skoropadsky dedič ene najstarejših in najbolj znanih ukrajinskih družin. Družina je imela svoje korenine v sredini 17. stoletja, ko je bil prvič dokumentiran priimek Fedorja Skoropadskega, ki je svoje ime zapisal v bitki pri Žutih Vodah leta 1648, med osvobodilno vojno ukrajinskega ljudstva proti poljski oblasti.
V pismu Danilu leta 1925 je Pavlo Skoropadski svojega sina ponosno opomnil:
»...Tvoji predniki so bili preprosti kozaki in so plemstvo svoje družine prejeli za služenje v vojski, za pogum, za energijo, za vojaško spretnost, ki so jo pokazali... Nikoli si niso želeli mirnega življenja brez skrbi in brez dela, hodili so po trnovi poti in prišli do visokega položaja v državi in do izjemne vloge v zgodovini svojega naroda«.
Ena takšnih osebnosti v ukrajinski zgodovini je bil hetman levega brega Ukrajine Ivan Skoropadski, ki je moral v težkem postmazepinskem obdobju nenehno zavirati razpršitev zmagovalca Petra I., ki je skušal uničiti ukrajinsko avtonomijo. Ivan Skoropadski ni imel sinov, zato je rod nadaljeval njegov brat Vasilij (stotnik černigovskega polka), ki je bil neposredni prednik Danila Skoropadskega. Družina je v treh stoletjih dala Ukrajini številne ugledne vojaške, državne in javne osebnosti.
Člani rodu Skoropadskih so bili rojeni v zakonih z najbolj znanimi kozaško-plemiškimi družinami, med katerimi so bili Apostoli, Butoviči, Gamali, Zabili, Zakrevski, Kočubej, Lisenki, Kuljabki, Lizogubi, Markoviči, Miklaševski, Miloradoviči, Tarnovski ter Polubotki. Poleg tega je bila družina po ženski liniji povezana z velikimi knežjimi dinastijami Rurikidov, Gediminovičev, pa tudi z vladajočimi evropskimi družinami. Potomci teh dinastij v neposredni liniji so bili Danilova babica po očetovi strani Maria Andrivna Miklaševska ter njegova mati, Oleksandra Petrivna, ki je po materini strani izhajala iz znane ukrajinske družine Kočubejev. Eden najstarejših prednikov Aleksandre Skoropadske je bil tudi grof Henrik Monški, po rodu iz Flandrije, ki se je sredi 14. stoletja naselil v Černigovski kneževini. Tako je družinsko drevo Danila Skoropadskega globoko zakoreninjeno v najstarejše plasti ne le ukrajinske, ampak tudi evropske zgodovine.

### Oblikovanje nacionalnega pogleda
Na oblikovanje Danilove narodne nazornosti je do neke mere vplivalo njegovo poletno bivanje na očetovih družinskih posestvih, Pološku  in Trostjancu v Černigovski oblasti. Portreti hetmanov (vključno z Mazepo), stare podobe in kozaško orožje, redke knjige, ki so jih stoletja zbirali dedki in pradedki, Danila verjetno niso pustili ravnodušnega. Prav tam, na območju ukrajinskega jezika in tradicije je v nasprotju z elitnim peterburškim okoljem začutil svojo sorodnost z ukrajinskim ljudstvom.
Žal nacionalna barva Pološoka in še posebej Trostjanca ni bila tako izrazita kot pod Ivanom Mihajlovičem Skoropadskim, Danilovim pra-dedkom.
Pavlo Skoropadski v svojih spominih ni zaman omenil, da je prve ukrajinske vtise dobil v hiši svojega dedka. Ivan Mihajlovič je dobro govoril ukrajinsko in skrbno sledil ukrajinskim tradicijam ne le v vsakdanjem življenju, ampak tudi pri verskih obredih. Njegovi pogosti gostje so bili znani ukrajinofili in osebnosti ukrajinske kulture — Vasyl Tarnovskyi, Vasyl Horlenko, Hryhoriy Galagan, Mykola Ge in drugi, s katerimi je razpravljal o delih Tarasa Ševčenka, Mikole Kostomarova ter drugih ukrajinskih pesnikov in pisateljev. Spominjal se je tudi, da od 5. do 12. leta ni videl nobenega drugega mesta, razen svojih družinskih posesti, Staroduba in Kijeva.
Za razliko od svojega očeta je bil Danilo nad vsem tem malo manj navdušen.

### Otroštvo
Otroštvo Danila Skoropadskega je minilo predvsem v Sankt Peterburgu, kjer je družina Skoropadski živela do sredine leta 1918. Odraščal je v ruskem okolju in predvsem pod vplivom ruske kulture. Kot vsi otroci elite tistega časa je bil deček deležen klasične domače vzgoje in izobraževanja.
Mali Danilo je igral klavir, violo, violino, se učil tujih jezikov (angleščine, francoščine, nemščine), sodeloval pri otroških koncertih in predstavah, obiskoval gledališča in umetniške razstave ter se aktivno ukvarjal s športom. Na splošno je bil spekter fantovih interesov izjemno širok. Že od zgodnjega otroštva so ga zanimali tudi stroji in je rad oblikoval. Rad se je ukvarjal tudi z žaganjem lesa in kasneje pridobil mizarsko znanje. Izdelke, ki jih je naredil z lastnimi rokami (police, okvirji za fotografije, stojala za rože), je podaril bližnjim. Danilove individualne ure doma so kasneje združili s študijem na prvi sanktpeterburški gimnaziji.
Veliko vlogo pri vzgoji otrok je imela mati Aleksandra. Bila je duša družine. Pavlo Skoropadskyi kot vojaško osebje otrokom ni mogel posvetiti dovolj pozornosti, zato je bila njegova žena tista, ki je imela skoraj glavno odgovornost za njihov razvoj in oblikovanje kot posameznika.
Ko je razmišljala o procesih, ki so zajeli družbo po dogodkih februarja 1917, in izrazila skrb za prihodnost otrok, je marca istega leta svojemu možu pisala:
"Groza me je, ko razmišljam o prihodnjem izobraževanju Danilka. Kako težko mu bo privzgojiti čut za spodobnost v pokvarjenem okolju, v katerem mora živeti... Ampak me ne skrbi, v nobenem primeru ne bom padel v duhu in tako ali drugače bom vodil svoje otroke na pot resnice in spodobnosti...«
Kljub težkemu obdobju, ki se je začelo po strmoglavljenju carja, s svojo nestabilnostjo in nepredvidljivostjo, popolno motnjo v družbenih odnosih in zavesti ljudi, je Aleksandri Skoropadski res uspelo rešiti otroke pred izgubo idealov, na katerih so bili vzgojeni, in jih vzgojiti pošteno in plemenito.
Primerno je omeniti članek Osipa Nazaruka »Hetmanova družina«, ki ga je avtor napisal leta 1927, kmalu po obisku družine Skoropadski v Berlinu. Kot zunanji opazovalec in nepristranska oseba je bil očaran nad vzdušjem in odnosi, ki so vladali v hetmanovi družini. Poseben vtis so nanj naredili otroci. V zvezi s tem je zapisal:
»Otroci so tako vzgojeni, da Bog daj, da bi bili vsi naši otrok vsaj malo tako vzgojen: učeni so, pobožni, delavni (s hetmanovo delajo na vrtu). Hkrati pa je njihovo obnašanje tako humano in skromno, da jih imajo tukaj vsi radi.«

### Revolucija
Leto 1917 je bilo prelomno za Ruski imperij Romanovih ter številna neruska ljudstva. Z abdikacijo Nikolaja II. se je v življenju Skoropadskih začela bistveno nova faza. To novico je družina, razen očeta, prejela v Petrogradu. Danilo je bil takrat star 13 let.
Dogodki, ki so divjali v revolucionarnem Petrogradu, niso mogli ostati neopaženi za dijaka petega razreda gimnazije, ki je bil navajen na odmerjen in urejen ritem življenja prestolnice. Deček je svoje izkušnje opisal v številnih pismih očetu.
Danilov oče je izvedel za revolucijo v Ukrajini, kjer je bil takrat stacioniran 34. armadni korpus, ki mu je poveljeval. Revolucionarni dogodki, ki so dobivali zagon, so povzročili tudi spremembo svetovnega nazora nekdanjega carskega generala, ki je bil priča neslutenemu vzponu narodnodemokratskega gibanja. Skoropadski je bil postavljen pred izbiro: s kom iti in katero pot izbrati. Kot Ukrajinec se je najbrž podzavestno takoj določil za to pot, v ukrajinsko revolucijo pa je vstopil postopoma, po obotavljanju in premisleku. Navsezadnje je bilo njegovo celotno prejšnje življenje tesno povezano z Ruskim imperijem, v katerem je zasedal enega od vodilnih položajev, socialistične ideje voditeljev ukrajinske centralne rade pa so mu bile popolnoma tuje in nesprejemljive.
Dogodki revolucije v Petrogradu in Kijevu, zlasti po prihodu boljševikov na oblast v Rusiji, so Pavla Skoropadskega prisilili, da se je dokončno odločil in uresničil svoje poslanstvo v revoluciji. V svojih spominih je zapisal:
»... Šel sem po poti, ki mi je bila najbolj pri srcu. Ta pot je vodila v Ukrajino. Šel sem brez ambicioznih načrtov, od etape do etape, postopoma vse bolj sprejemal ukrajinski pogled na svet, kar me je pripeljalo do ideje o ukrajinski državnosti...«

### Ukrajinska država
Spomladi 1918 je politika ukrajinske centralne rade propadla. 29. aprila 1918 se je začela nova faza v zgodovini ukrajinske revolucije. Na ta dan se je kongres kmetov-lastnikov zbral v kijevski Hippo palači na Mikolajivski ulici, kjer je razglasil Pavla Skoropadskega za hetmana vse Ukrajine.
Aleksandra Skoropadska in njeni otroci so o dogodkih v Ukrajini izvedeli iz petrograjskega tiska. Njihovo nadaljnje bivanje v Petrogradu v razmerah boljševiškega režima je postajalo vse bolj nevarno. Vprašanje preselitve je bilo rešeno šele 12. junija 1918, po podpisu sporazuma o premirju med ukrajinsko državo in boljševiško Rusijo v Kijevu. Konec meseca je hetmanova družina s posebnim vlakom prispela v ukrajinsko prestolnico.
Rezidenca Pavla Skoropadskega se je nahajala v majhni hiši, kjer so nekdaj bivali generalni guvernerji. Hetman je kategorično zavrnil zasedbo carske palače, ki se je nahajala v bližini in je bila veliko večja, vendar iz načelnih razlogov: ne tako dolgo nazaj je bil v njej kijevski boljševiški revkom. V hetmanovi hiši, ki jo je varovala posebna straža, je družina dobila šest majhnih sob, skupaj z jedilnico in dnevno sobo.
Ob spominu na čas emigracije je Danilo zapisal, da je vsak dan opazoval menjavo hetmanove straže, ki je točno ob 12. uri šla mimo njegovega okna z glasbo in ukrajinskimi zastavami, kar mu je povzročilo posebne vznemirljive občutke. Prav tam, v hiši, je bil Danylo priča hetmanovemu sprejemu tujih veleposlanikov in delegacij ter dnevnim srečanjem hetmanovih ministrov. Imel je priložnost od blizu videti tiste, ki so bili zaslužni za usodo takratne Ukrajine in so vložili veliko truda v njeno izgradnjo, kot so bili Mikola Vasilenko, Dimitrij Dorošenko, Dimitrij Doncov, Antin Ržepetski, Vjačeslav Lipinski in mnogi drugi.
Dmitrij Dorošenko se je v svojih spominih spominjal, kako resnično mogočno je bilo delo hetmanovega aparata in kako nesebično, skoraj brez počitka, je delal sam Hetman. Dorošenko je opozoril na hetmanovo izjemno delovno sposobnost,sposobnost jasne in stroge razporeditve časa in zahvaljujoč temu, da ima čas narediti veliko. Kot je Dorošenko zapisal,
»... (Skoropadski) je živel kot ujetnik v hiši svojega gospodarja: od jutra do pozne noči je sedel na sprejemih, poslušal poročila in sestanke. Človek se je preprosto moral vprašati, kako lahko človeško telo prenese takšen stres.«
V zvezi s tem je bil očetov primer osnova, na kateri sta se Danilov značaj in osebnost oblikovala v prihodnosti. Kot so se spominjali njegovi sodobniki, je bilo skozi vse hetmaničevo življenje rdeča nit delo. Delo na sebi, na hetmanski ideji, na širokem javnem polju, pri poklicu.
Hetmanič je hodil v kijevsko gimnazijo v razred Volodimirja Naumenka, znanega učitelja, javne osebnosti in urednika "Kijevske starine". Danilo je polkovnika N. Blavatnija imenoval za svojega »domačega« učitelja, ki je z njim preživel veliko časa in po zaslugi katerega je Danilo uspel marsikaj razumeti in spoznati. 15. avgusta 1918 je družino Skoropadsky utrpela velika žalost: Danilov mlajši brat, triletni Pavlo, je nenadoma umrl, hkrati pa je mati Aleksandra izgubila še enega otroka, ki ni bil rojen pravočasno.
Na splošno je bilo hetmaničevo bivanje v Kijevu omejeno na tri mesece, obdobje obstoja hetmanske države pa sedem in pol. Bila je strmoglavljena zaradi protihetmanskega upora in prihoda direktorija na oblast. Toda čas, ko je ukrajinska država res obstajala in že trdno stala na nogah, se je hetmaniču za vedno vtisnil v spomin. Spomini nanj je kasneje postali življenjska sila, ki je hranila njegovo dušo in mu pomagala začrtati pot v tuji deželi.
Malo pred uporom je Pavlo Skoropadski svoje otroke poslal v tujino. Njegova žena je ostala v Kijevu, da bi bila blizu in delila vse težave svojega moža. Potem ko je direktorij Pavla Skoropadskega razglasil za izobčenca, je bil prisiljen zapustiti Kijev in se z ženo preseliti v Nemčijo, nato pa za nekaj časa v Švico. Direktorij, ki je Pavla Skoropadskega razglasil za prepoved, mu je hkrati zaplenil vsa posestva. Ob tej priložnosti je Vjačeslav Lipinski zapisal:
»...To je bil takrat edini ukrajinski ukaz o osebni zaplembi graščinskega posestva. Ukrajinska inteligenca ni zaplenila posesti nikomur od gospodov, ki so se do ukrajinstva obnašali s prezirom in sovraštvom, in zato niso sodelovali v ukrajinskem življenju. Zaplenila je le posestva Skoropadskih in samega hetmana, ki je vso svojo moč vložil v strukturo ukrajinske države.«

## V emigraciji
Po padcu ukrajinske države se je Danilo Skoropadski kot 14-letni deček z družino znašel v tuji deželi. V izgnanstvu v Lozani v Švici je leta 1922 z odliko maturiral na francoski realni gimnaziji in kmalu odšel v Weimarsko republiko, v Wannsee pri Berlinu, kjer se je njegova družina konec leta 1921 dokončno ustalila. Tam je delal v tovarni Siemens in Schuckert, nato pa je vstopil na Visoko tehnično šolo v Charlottenburgu. Po dokončanju je bil od 1928 do 1932 skoropadski uslužbenec Siemens & Halske, največje tovarne elektrotehnike v tistem času.

### Sodelovanje v hetmanskem gibanju
Tedaj je bila ukrajinska politična emigracija jasno razdeljena na tri skupine: republikance Ukrajinske ljudske republike, konservativne kroge in nacionalne revolucionarje. Aktivisti, ki so leta 1918 zastopali ukrajinsko državo v tujini in so pripadali konservativnemu taboru (med njimi Vjačeslav Lipinskij, Mikola Kočubej, Serhij Šemet, Oleksander Skoropis-Joltuhovski), so leta 1920 v Avstrijski republiki ustanovili Ukrajinsko zvezo hraniteljev-državnikov (USHD), ki je omogočila vzpon hetmanskem gibanju v emigraciji.
Politični program zveze, katerega glavno bistvo je načelo delavske monarhije, je predstavljen v delu Vjačeslava Lipinskega "Pisma bratom, ki delajo kruh". Cilj USHD je bil zgraditi ukrajinsko suvereno državo v obliki dednega hetmanata, poosebljenega v osebi hetmana Pavla Skoropadskega in njegove družine. Hetman Pavlo Skoropadsky je leta 1922 postal vodja USHD, hkrati pa je bila v Berlinu ustanovljena Centralna uprava (kasneje Glavna uprava Združenih kmetijskih organizacij) kot izvršilni organ USHD, v katerega so se vključili vsi člani zveze.
V zgodnjih 1920. se se pojavile številne hetmanske organizacije na Češkoslovaškem, na Poljskem, v Nemčiji in v Franciji. Številne ukrajinske organizacije v ZDA in Kanadi so postale hetmanske.
Poleti 1926 je bil v Berlinu ustanovljen Ukrajinski znanstveni inštitut, katerega ustanovitelj je bilo Društvo za pomoč beguncem, ki ga je vodila hetmanova žena Aleksandra Skoropadska. Prvi direktor inštituta je bil profesor Dmitro Dorošenko, znana nacionalna osebnost, zgodovinar, nekdanji minister za zunanje zadeve ukrajinske države leta 1918.
Aktivacija ukrajinske politične emigracije, hetmanskega gibanja, Danila Skoropadskega ni pustila ob strani. Tesni odnosi z Vjačeslavom Lipinskim in drugimi znanimi osebnostmi monarhistične smeri so imeli velik vpliv nanj. V tem obdobju je bil Danilo aktiven med ukrajinsko mladino in je vodil študentsko organizacijo "Dnipro", tesno sodeloval s številnimi znanimi ukrajinskimi osebnostmi, vključno s Stepanom Fedakom, bratom žene polkovnika Jevhena Konovalca, in sodeloval tudi pri delu hetmanskega kluba poimenovanega po Lipinskemu, v katerem je bil, sam Evgenij Konovalets reden gost. Poleg tega je Danilo aktivno sodeloval v širšem ukrajinskem študentskem življenju.

### Naslednik ukrajinskega prestola
Pavlo Skoropadski in njegovi somišljeniki so v Danilu videli osebo, ki bi lahko vodila hetmansko gibanje po očetu. Glede na pomembnost tega primera in odgovornost, ki jo je moral prevzeti Danilo, se je Pavlo Skoropadskyi 1. aprila 1925 nanj obrnil s svojim slavnim pismom. Pismo je bilo načrtovano za Danilovo polnoletnost in v njem je hetman izrazil svoje misli o poslanstvu, ki je na njem in o hetmanskem gibanju nasploh:
»Ko me je leta 1918, ko sem iskal izhod iz kritične situacije za svojo državo, vodil bolj instinkt, sem zdaj povsem zavestno in premišljeno naložil ta težki križ na sebe in svoje zanamce ter to veliko nalogo obravnaval kot nespremenljivo, neomajno podporo ukrajinski državnosti. Moja dolžnost ni samo voditi hetmanstva do zmage do konca svojega življenja, ampak tudi pripraviti naslednika, vrednega visoke časti in velike odgovornosti voditelja naroda.
Zato tebi, moj sin in edini dedič mojih pravic in dolžnosti, postavljam vprašanje: ali si pripravljen prevzeti moje pravice in dolžnosti in jih neomajno izpeljati do konca? Premislite o vsem in mirno. Naj vas obseg nalog ne prestraši.«
Zadnje navodilo hetmana Danilu je bilo:
»Zapomni si, da ko prostovoljno prevzameš moje pravice in dolžnosti, moraš skrbeti, da si vreden velike naloge, moraš pridobiti modre, poštene, skupni ideji zavezane in dobro organizirane pomočnike ter da takih pomočnikov ne moreš poiskati in organizirati, ko je to potrebno, vendar jih moraš iskati in pripravljati vse življenje.«
Po dolgem premisleku je Danilo leto kasneje dal pritrdilen odgovor. V začetku leta 1933 je pustil službo v tovarni in se popolnoma posvetil dejavnosti v hetmanskem centru. 16. maja 1933, na svoj 60. rojstni dan je hetman Pavlo Skoropadski slovesno razglasil:
»Zgodovina mi pravi, naj poskrbim za to, da se državna ureditev Ukrajine, ki sem jo začel leta 1918, nadaljuje do srečnega zaključka naših narodno-državnih zadev. V naših ukrajinskih razmerah to zahteva trdo, trmasto delo več generacij. Zato moram, čeprav še vedno čutim moč, energijo in željo po boju, še vedno poskrbeti, da bo tudi za menoj nemoteno vodenje našega posla.
In zato ... slovesno izjavljam svojo voljo:
Za mano preide vodenje našega posla ter vse pravice in odgovornosti najstarejšega v naši družini na mojega sina Danila. Svojemu sinu Danilu zapuščam neomajno, do konca njegovega življenja, stati na čelu hetmanskih državnih zadev in vsem hetmancem. Prav je, da mu pri tem pomagamo.«
Tako so Pavlo Skoropadski in njegovi privrženci dosledno delali korake k uveljavitvi načel dedne monarhije z vsemi njenimi atributi. Že samo dejstvo politične in dedne oporoke bi moralo preprečiti poskuse drugih uglednih osebnosti, da bi zahtevale ukrajinski prestol.

### Potovanje po ZDA in Kanadi
V pripravah na svojo misijo je Danilo Skoropadski po navodilih svojega očeta v letih 1937-1938 opravil potovanje po ZDA in Kanadi. Ukrajinska diaspora in hetmanska organizacija v tujini sta bili takrat najštevilnejši. Prvi prihod na ameriško celino predstavnika hetmanske ideje in dediča Pavla Skoropadskega je bil zanje velikega pomena. Prvo srečanje s hetmaničem je potekalo v Chicagu, kamor je prispel v zvezi s slovesnostjo posvetitve ukrajinskega letala "Kijev". Tu je Danylo nagovoril svoje rojake z govorom in takoj navdušil prisotne s svojo erudicijo in globokim poznavanjem ukrajinskih zadev. Med štirimesečnim obiskom, ki je potekal, kot je pisal takratni tisk, pod sloganom »Za Ukrajino« in v znamenju ukrajinskega trizoba, je imel številna srečanja z Ukrajinci različnih generacij in političnih usmeritev. Njegovi govori so bili polni velikega domoljubja, pozivov k enotnosti ter resnih misli o prihodnosti naroda.
Poznanstvo čezmorske diaspore z Danilom Skoropadskim je preseglo vse predstave o njem. Uspelo mu je osvojiti srca številnih Ukrajincev, jih okužiti s svojo energijo in dati nov zagon njihovemu življenju v tujini. Kot so omenili sodobniki, je imel hetmanič poleg drugih pozitivnih lastnosti poseben dar, da je ljudi pritegnil k sebi in jih zbral okoli sebe. V odnosih z njimi je bil pravi diplomat. Ta kakovost se je pokazala v njegovem vedenju, manirah in dejanjih. Tako je na tisoče Ukrajincev v Ameriki in Kanadi videlo Danila, ko so pisali o njem:
»Visok, vitek, močne postave, znan športnik, pogumen in ljubeč, energičen v gibih in govoru, miren, a odločen, zadržan, spoštljiv, a ne hladen, eleganten navzven in v komunikaciji z ljudmi, svoboden v obnašanju, a hkrati poln, res hetmansko spoštovan. Ukrajince je potegnil s seboj ...«
Pravo zmagoslavje za Danila je bilo njegovo potovanje v Kanado, kjer je imel 41 javnih govorov pred ukrajinskimi skupnostmi v Torontu, Montrealu, Ottawi, Saskatoonu, Edmontonu in Calgaryju. Tedaj je njegova priljubljenost dosegla vrhunec. Videli so ga kot voditelja, o katerem so pisali tudi tuji časopisi:
»...33-letni princ Ukrajine lahko nekega dne postane osrednja osebnost velike vstaje, od katere bo morda odvisna usoda Evrope in Ukrajine.«
Ukrajinska diaspora je visoko cenila hetmaničev obisk v ZDA in Kanadi in naredila glavni zaključek:
»Največja stvar je njegov posel prebijanja ledu v celotni Ukrajini, ki je že skoraj dve desetletji v primežu demagoške protihetmanske propagande.«

### Smrt
Leta 1939 se je začela nova faza v življenju Danila Skoropadskega, povezana z Veliko Britanijo. V razmerah, ko se je druga svetovna vojna dejansko začela, je na očetov predlog v začetku avgusta 1939 odšel v Veliko Britanijo. Pred tem sta se maja 1939 z očetom udeležila srečanja z Avguštinom Vološinom.
Danylo Pavlo Skoropadskyi je javnost obvestil o svojem odhodu na svoj rojstni dan. Prisotni gostje so to povezali z načrti o organizaciji ukrajinske vojske iz emigrantov v Evropi in Ameriki, kjer je bil hetmanič tik pred tem. Njegov cilj je bil navezati stike z britansko vlado v primeru zmage protihitlerjevske koalicije v vojni. V Veliki Britaniji so tedaj vse, ki so prihajali iz Tretjega rajha, obravnavali zelo nezaupljivo in težko je bilo ne opaziti osebe, kot je bil Danilo Skoropadski, zato ni mogel razviti aktivnih dejavnosti. Na splošno je bil z začetkom vojne položaj Danila Skoropadskega precej težak.
Danilo Skoropadski je zadnjih 18 let svojega življenja preživel v Londonu, do tragičnega dne 23. februarja 1957, ko je umrl. V času hetmaničevega prihoda v Veliko Britanijo tam ni bilo veliko ukrajinskih emigrantov in skoraj edini predstavnik hetmanskega gibanja v tej regiji je bil Volodimir Korostovec, ki je takrat prišel v Veliko Britanijo v imenu Pavla Skoropadskega. V povojnem obdobju se je krog ukrajinske emigracije v Veliko Britanijo močno razširil: tam je končalo okoli 40.000 beguncev iz ZSSR, vključno s pripadniki OUN in vojaki UPA. Kasneje je tamkajšnja ukrajinska diaspora postala ena največjih v Evropi.
15. marca 1945 je Pavlo Skoropadski enemu od svojih sorodnikov, Ilji Sapizi, naročil stopiti v stik z Danilom Skoropadskim in mu povedati, naj "se potrudi, da reši Ukrajince ne glede na njihova politična prepričanja."
Hetman je poudarjal:
»Naša moč — v naših ukrajinskih ljudeh. Preživeli bodo — Ukrajina bo obstala!«
Skoropadski je očetov ukaz izpolnjeval kolikor je mogel. Dosegel je internacijo vojakov Ukrajinske narodne armade v britansko-ameriško okupacijsko cono.
Med številnimi težavami, s katerimi se je soočal tudi hetmanič, je bila ena glavnih ustanovitev Zveze Ukrajincev v Veliki Britaniji SUB). Rešitvi tega vprašanja je pripisal glavni pomen, saj je razumel, da lahko ukrajinska emigracija nadaljuje boj za svoje ideale le, če bo sama močna in enotna. Takšna zveza je bila ustanovljena leta 1946 v Edinburgu. Kmalu je bil Danilo kot eden glavnih organizatorjev SUBa izvoljen za njegovega stalnega častnega predsednika.

## Povojna leta
Da bi ostal na površju in ne bil finančno breme za hetmanovske organizacije v tujini, se je Danilo Skoropadski po vojni vrnil na poklicno delo.
Leta 1946 ga je usoda združila s svetovno znanim podjetnikom Volodimirjem Džusom, Američanom ukrajinskega porekla, ki je vodil veliko letalsko podjetje "Dzus Fastener" v ZDA. Ker je imel podružnico tega podjetja v Veliki Britaniji, je Danilu ponudil delo in naslednjih 11 let, do svoje smrti, je hetmanič tam delal kot tehnični direktor. Volodimir Džus je zelo cenil Danila kot specialista in bil prepričan, da bi, če ne bi bil vpleten v politiko, naredil odlično kariero v industriji.
Džus je bil hetmaniču velika in zanesljiva opora v različnih, včasih zelo težkih situacijah. Bil je prvi, ki je po Skoropadskijevi smrti ponudil odkup njegove hiše z namenom, da bi v njej ustvaril zgodovinski spominski muzej. Zaradi določenih okoliščin tega ni bilo mogoče izvesti.

### Vodja hetmanskega gibanja
Po očetovi smrti leta 1945 in koncu druge svetovne vojne je Danilo dejansko prevzel funkcije vodje hetmanskega gibanja. Uradno ga je razglasil 5. novembra 1948, potem ko je njegova mati Oleksandra Skoropadska, ki je malo pred tem praznovala 70. rojstni dan, prevzela naloge regentke hetmanskega gibanja. Ob tej priložnosti je hetmanič 25. oktobra 1948 prispel v Trizonijo. V Oberstdorfu je srečal mamo in sestre, ki jih ni videl skoraj 10 let, ter obiskal očetov grob.
Ko je prevzel pravice in dolžnosti vodje hetmanskega gibanja, je Danilo nagovoril Ukrajince:
»Odločno in svečano izjavljam, da bom v izpolnitev volje mojega pokojnega očeta, hetmana vse Ukrajine Pavla, nadaljeval hetmansko delo, ki ga je začel. Tako kot on bom vedno in do konca svojega življenja služil najvišjim nacionalno-državnim težnjam ukrajinskega naroda in njegovi osvobodilni stvari... Prosim Gospoda Boga, da me okrepi v duhovni in telesni moči za uspešno nadaljevanje in dokončanje začetega dela za dobro in veličino Ukrajine. Prosim Gospoda Boga, da da vsem Ukrajincem notranjo vero, enotnost in moč, da posveti boj ukrajinskega ljudstva za njegove zakonite pravice in mu da končno zmago.«

### Obisk Nemčije
Med obiskom Nemčije je Skoropadski obiskal ukrajinska taborišča v bližini Münchna, Ukrajinsko svobodno univerzo, Ukrajinsko svobodno akademijo znanosti ter imel srečanja z znanimi ukrajinskimi osebnostmi, vključno s Stepanom Bandero. V svojih govorih je hetmanič Ukrajince večkrat pozval k enotnosti, popolni politični konsolidaciji. Za to obdobje je bilo značilno zaostrovanje odnosov med različnimi političnimi krogi ukrajinske emigracije, predvsem med predstavniki hetmanske in weenerjevske smeri. Njun odnos je odseval stanje, ki je bilo ustvarjeno v ukrajinskem narodnem taboru med osvobodilnim bojem med letoma 1917 in 1920.

### Spopad z rado
Julija 1948 so voditelji UNR v izgnanstvu ustanovili Ukrajinski nacionalni svet, ki je bil razglašen za edino predstavniško telo ukrajinskega gibanja v diaspori. V zvezi s tem je Zveza hetmanskih državnikov, ki ni bila zastopana v Svetu, izdala izjavo, v kateri je jasno izrazila stališče hetmanovcev glede vloge, ki bi jo morala igrati UNRada kot resnično reprezentativno telo celotne ukrajinske javnosti v tujini. Hetmanovci so poudarili, da vsi Ukrajinci ne delijo koncepta UNR, in da bi UNRada imela status nacionalnega političnega središča ter ne bi smela biti omejena na ozko socialistične interese, ampak bi morala biti zgrajena na načelih vse-ukrajinstva, ki združuje okrog sebe vse politične in socialne emigrantske skupine.
V nasprotju z UNR-isti so hetmani UNR predlagali svojo strukturo, tako da bi predstavljala vse štiri državnoosvobodilne koncepte, ki so takrat obstajali v ukrajinskem gibanju, katerih predstavniki so bili Andrij Livickij, Stepan Bandera, Andrij Melnik in Danilo Skoropadski. Poziv k sodelovanju in medsebojnemu razumevanju ni dal želenih rezultatov, temveč je povzročil še večji spopad med obema političnima taboroma. Dokaz za to je dejstvo, da celo dopisnikom hetmanskega gibanja niso dovolili v sejno dvorano II. zasedanja.
Danilo Skoropadski se je boleče zavedal prepirov in konfliktov med ukrajinsko emigracijo, ki so močno oslabili njen položaj. Kot človek, ki je imel pred seboj zgled zahodnih demokracij, je z obžalovanjem ugotovil nerazumevanje prednosti nacionalnih interesov pred strankarskimi.

### Življenje v Veliki Britaniji
Po vrnitvi v Veliko Britanijo je Danilo nadaljeval svoje aktivne dejavnosti za krepitev hetmanskega gibanja, zlasti z ustanovitvijo Nacionalne organizacije Zveze hetmanskih državnikov na ozemlju Velike Britanije. Takšna organizacija je bila uradno formalizirana (čeprav je dejansko obstajala dve leti) na prvem ustanovnem kongresu SGD Velike Britanije, ki je potekal v Boltonu (pri Manchestru) novembra 1949. Na njej je spregovoril Danilo Skoropadski, ki je ponovno poudaril, da je hetmansko gibanje je sestavni del vseukrajinskega gibanja ter, da je glavno stališče etmanovcev konsolidacija vseh ukrajinskih političnih sil okoli ukrajinske Katedralne suverene države.
Hetmaničeve dejavnosti na britanskih tleh so bile plodne in večplastne. Ukvarjal se je z reševanjem tako pomembnega vprašanja, kot je oblikovanje struktur Ukrajinske avtokefalne pravoslavne cerkve v Veliki Britaniji, aktivno pomagal ukrajinskim beguncem pri urejanju življenja v tujini, izvajal obsežno delo med ukrajinsko mladino, sodeloval s protiboljševiškim blokom ljudske organizacije itd. Leta 1956 so v Londonu potekale demonstracije 10.000 Ukrajincev in Poljakov, namenjene prihodu sovjetskega voditelja Nikite Hruščova v Veliko Britanijo. Njegovi udeleženci so se na britansko vlado obrnili s peticijo, naj obsodi totalitarni režim v ZSSR in sproži vprašanje samoodločbe ukrajinskega ljudstva. Eden od organizatorjev te politične akcije je bil hetmanič Danilo Skoropadski. Tedaj,  star 52 let, je še vedno navduševal s svojo energijo, aktivnostjo, delovno sposobnostjo, ni maral "šibkodušnih, jokavih ter kriminalno pasivnih".

### Smrt
23. februarja 1957 je hetmanič umrl. Novica o njegovi smrti v skrivnostnih okoliščinah je presenetila njegove znance. V zdravniškem poročilu je navedeno, da je bil vzrok smrti možganska krvavitev, čeprav obdukcija ni bila opravljena. Za organizacijo pogreba je bil ustanovljen javni odbor predstavnikov vseh ukrajinskih političnih ter družbenih in kulturnih organizacij, ki so delovale v Veliki Britaniji. Pogreb Danila Skoropadskega je bil 2. marca 1957 na londonskem pokopališču Hampstead v prisotnosti velikega števila ljudi.
Za preprostim hrastovim dominom, prekritim z ukrajinsko državno zastavo in družinskim grbom Skoropadskih, so bili sorodniki in hetmaničevi bližnji, med katerimi sta bili prisotni Danilovi sestri: hetmanivna Maria Montresor (starejša sestra) in Olena Ott (najmlajša sestra), pa tudi Halina Melnik-Kalužinska, hetmaničeva nevesta, ki dolgo pričakovane poroke ni doživela. Dejstvo, da se je zaroka Skoropadskega z Melnik-Kalužinsko zgodila 10 dni pred smrtjo, uradna objava njune poroke pa naj bi bila objavljena v tisku v začetku marca 1957, se dojema kot usoda.
Na hetmaničevem nagrobniku na londonskem pokopališču Hampstead je vgraviran napis: »Ukrajino gradim za vse in z vsemi.«

## Zapuščina
Še kot deček se je Danilo Skoropadski z družino znašel v tuji deželi. Kljub temu ga sanje o samostojni Ukrajini, ki jo je uspel doživeti in videti od blizu, čeprav ne za dolgo časa, nikoli niso zapustile. Po očetovi volji je vse svoje življenje posvetil službi v imenu Ukrajine, bil je goreč domoljub in verjel v svoj narod.
Tako kot njegov oče Pavlo Skoropadski je Danilo verjel, da je ukrajinsko državnost mogoče oživiti le v njeni tradicionalni nacionalni obliki. Prav v zgodovinski tradiciji, ki je zakoreninjena v ljudstvu, je hetmanič videl ključ do prihodnje oživitve Ukrajine in bil prepričan, da si bo kot narod starodavne kulture sčasoma izbrala svoje pravo mesto v svetu. Omeniti je vredno, da je hetmanski ideji predani Skoropadski hkrati spoštljivo obravnaval svoje politične nasprotnike. Nikoli ni zavračal tistih, ki so organizirali protihetmanski upor proti njegovemu očetu Pavlu Skoropadskemu in sodelovali pri strmoglavljenju ukrajinske države leta 1918. Nasprotno je čelo sklonil pred vsako ukrajinsko žrtvijo, ne glede na njihovo politično usmeritev. Sposobnost dvigniti se nad osebno, brez predsodkov oceniti dogodke iz preteklosti v imenu prihodnosti je bila njegova bistvena lastnost.
Glede na dejstvo, da je bilo pomanjkanje nacionalne enotnosti eden glavnih dejavnikov poraza ukrajinske revolucije, je Skoropadski storil vse, kar je bilo mogoče, da bi združil različne ukrajinske sile v izgnanstvu. Hetmanič je menil, da se je neprimerno prepirati o obliki vlade v neodvisni Ukrajini, ko je sploh ni bilo, in je domneval, da ima o tem vprašanju v prihodnosti pravico odločati samo ljudstvo. Večkrat je poudaril, da pripada vsem Ukrajincem in bo zvesto služil svobodni Ukrajini ne glede na to, ali bo tam monarhična ali republikanska ureditev. Hkrati je bil Skoropadski brezkompromisen in dosleden v odnosu do tistih, ki so zanikali idejo o suvereni Ukrajini.
Hetmaničeva avtoriteta med ukrajinsko diasporo je bila izjemno visoka, zaradi česar velja za enega od glavnih voditeljev ukrajinskega emigracijskega gibanja. Pomembno je omeniti, da so mnogi, ki so leta 1918 nasprotovali hetmanu Pavlu Skoropadskemu, kasneje postali goreči podporniki njegovega sina, med njimi tudi nekdanji član Direktorata Ukrajinske ljudske republike Opanas Andrijevski, ki je leta 1954 v pismu Hetmanychu zapisal:
»...V vaši osebi vidim veličastnost ukrajinske državnosti in pred vami sklanjam svojo sivo glavo.«
Danilo in Osip Nazaruk sta zelo ocenila dejavnost enega od organizatorjev hetmanskega gibanja v Ameriki, ki je bil nekdaj aktivni udeleženec protihetmanskega upora.
Skoropadski je živel le 53 let. Nenadna skrivnostna smrt mu je prekinila življenje na samem vrhuncu življenja. Znani lik Organizacije ukrajinskih revolucionarnih nacionalistov OUN) Jaroslav Stečko je v svojem poslovilnem govoru na Danilovem grobu dejal:
»Ukrajinci so v osebi hetmaniča izgubili izjemno osebnost, iskrenega ukrajinskega patriota, neodvisnega in skupnega, osebo visoke osebne kulture in takta, aristokrata ne samo po krvi, ampak predvsem po duhu... V svojih dejavnostih je imel samo glavni cilj, ukrajinsko državnost.«
Kljub temu, da je bil Skoropadski dobro znan in deležen velikega spoštovanja, je bil v Ukrajini popolnoma neznan. V sovjetskih časih je bil tovrsten odnos do voditeljev ukrajinskega gibanja običajen, saj je ustrezal ideološkim normam dovoljenega in nedovoljenega, znotraj katerih se je razvijala celotna sovjetska družba.
Toda hetmanič je tudi v svojih številnih govorih pred ukrajinsko javnostjo večkrat poudaril:
»Ne bojim se za prihodnost naših ljudi, saj verjamem v njihove zdrave in ustvarjalne moči. Verjamem, da bo zdrav narodni element... pometel okužbo moskovskega boljševizma z našega telesa in vsi ukrajinski državniki bodo našli pot drug do drugega in združeni pod pokrovom ene vodilne ideje v ustvarjalnem impulzu osvojili in obnovili našo Ukrajino"

## Komemoracija
Leta 2004 je domoljubna javnost v Ukrajini in tujini praznovala stoletnico rojstva hetmaniča Danila Skoropadskega. Zlasti v Ukrajini so številne javne organizacije in državne izobraževalne ustanove organizirale tematske razstave in srečanja, Zveza hetmanovcev-državnikov pa je organizirala znanstvena branja.
Kljub temu ti dogodki niso dobili širokega odmeva v družbi. Na državni ravni ostaja lik hetmaniča za večino Ukrajincev neznan.
13. februarja 2019 je Centralni komite Ukrajine v rubriki »Arhiv BLITZ« predstavil izbor dokumentov »K 115. obletnici rojstva Danila Skoropadskega«.

## Družina
- Oče: Pavlo Petrovič Skoropadski (1873—1945)
- mati: Aleksandra Petrovna Skoropadska (Durnova) (1878—1952)
- sestra: Marija Pavlivna Skoropadska (Montresor) (1898—959)
- sestra: Elizabeta Skoropadska (1899—1975)
- brat: Petro Pavlovič Skoropadski (1900—1956)
- brat: Pavlo Pavlovič Skoropadski (1915—1918)
- sestra: Olena Pavlivna Ott-Skoropadska (1919—2014)
- Nevesta: Halina Jakivna Melnik-Kalužinska (1914—2002)
- nezakonski sin: Boris Skoropadski (1957)[30]

## Podoba Danila Skoropadskega v kulturi
Leta 2017 je harkovska založba Folio izdala zgodovinsko detektivko Timurja in Olene Litovčenko "Princ Ukrajine" ( ISBN 978-966-03-7805-6 ) o življenju zadnjega ukrajinskega hetmana v izgnanstvu, Danila Skoropadskega.